# Cúp Trung Quốc
Giải vô địch bóng đá quốc tế Cúp Trung Quốc (tiếng Trung: 中国杯国际足球锦标赛     là một giải đấu bóng đá thường niên được tổ chức tại Trung Quốc bởi Tập đoàn Vạn Đạt. Giải đấu này được tổ chức lần đầu tiên vào năm 2017 dưới dạng một giải đấu loại trực tiếp với bốn đội tuyển quốc gia, trong đó một đội chủ nhà là Trung Quốc. Hiện đang được lên kế hoạch để nâng số đội lên tám đội.

## Kết quả
| Lần tổ chức | Năm  | Chủ nhà    |           | Chung kết | Chung kết  | Chung kết    |             | Tranh hạng ba | Tranh hạng ba | Tranh hạng ba |  | Số đội |
| Lần tổ chức | Năm  | Chủ nhà    | Vô địch   | Tỷ số     | Á quân     | Hạng 3       | Tỷ số       | Hạng 4        |               |               |  | Số đội |
| 1           | 2017 | Trung Quốc | · Chile   | 1–0       | · Iceland  | · Trung Quốc | 1–1 (4–3 p) | · Croatia     | 4             |               |  |        |
| 2           | 2018 | Trung Quốc | · Uruguay | 1–0       | · Wales    | · Séc        | 4–1         | · Trung Quốc  | 4             |               |  |        |
| 3           | 2019 | Trung Quốc | · Uruguay | 4–0       | · Thái Lan | · Uzbekistan | 1–0         | · Trung Quốc  | 4             |               |  |        |

## Tóm tắt kết quả
| Đội        | Vô địch        | Á quân   | Hạng 3   | Hạng 4         |
| ---------- | -------------- | -------- | -------- | -------------- |
| Uruguay    | 2 (2018, 2019) | -        | -        | -              |
| Chile      | 1 (2017)       | -        | -        | -              |
| Iceland    | -              | 1 (2017) | -        | -              |
| Wales      | -              | 1 (2018) | -        | -              |
| Thái Lan   | -              | 1 (2019) | -        | -              |
| Trung Quốc | -              | -        | 1 (2017) | 2 (2018, 2019) |
| Séc        | -              | -        | 1 (2018) | -              |
| Uzbekistan | -              | -        | 1 (2019) | -              |
| Croatia    | -              | -        | -        | 1 (2017)       |